# Podravska
Podravska is een statistische regio in Slovenië. De regio's vormen in Slovenië geen bestuursniveau: Slovenië kent slechts het gemeentelijke en landelijke bestuur.
Tot Podravska behoren de volgende gemeenten:
| - Benedikt - Cerkvenjak - Cirkulane - Destrnik - Dornava - Duplek - Gorišnica - Hajdina - Hoče-Slivnica - Juršinci | - Kidričevo - Kungota - Lenart - Lovrenc na Pohorju - Majšperk - Makole - Maribor - Markovci - Miklavž na Dravskem polju - Oplotnica | - Ormož - Pesnica - Podlehnik - Poljčane - Ptuj - Rače-Fram - Ruše - Selnica ob Dravi - Šentilj - Slovenska Bistrica | - Središče ob Dravi - Starše - Sveta Ana - Sveta Trojica v Slovenskih goricah - Sveti Andraž v Slovenskih Goricah - Sveti Tomaž - Trnovska vas - Videm - Zavrč - Žetale |

Gorenjska · Goriška · Jugovzhodna Slovenija · Koroška · Notranjskokraška · Obalnokraška · Osrednjeslovenska · Podravska · Pomurska · Savinjska · Spodnjeposavska · Zasavska